# Margriet van Haeften
Margriet van Haeften (Utrecht, 14 januari 1751 − Barneveld, 4 april 1793) was een Nederlands dichteres.

## Biografie
Van Haeften was een telg uit het oud-adellijke geslacht Van Haeften en dochter van Jan Walraven de Cocq van Haeften, heer van Wadenoyen, Ophemert en Delwijnen (1722-1782) en diens eerste echtgenote Anna Ursulina van Lynden (1728-1755), telg uit het geslacht Van Lynden. Ze trouwde in 1774 met Lukas Willem van Essen, heer van Schaffelaar, Helbergen en de Hoge en Vrije heerlijkheid van Abbenbroek (1739-1791), laatste telg van het adellijke geslacht Van Essen. Uit dit huwelijk werden geen kinderen geboren. Ze adopteerden rond 1790 hun neef, Hendrik Anthony Zwier de Vos van Steenwijk (1786-1834), telg uit het geslacht De Vos van Steenwijk, die voortaan, net als zijn nageslacht, de naam De Vos van Steenwijk genaamd van Essen aannam; de neef erfde ook de heerlijkheid Abbenbroek.
Door haar huwelijk met de heer van Schaffelaar ging zij in Barneveld wonen. Daar ontstond een religieus-literaire kring waarvan zij deel uitmaakte, net als andere dichters en vooral predikanten uit de omgeving. In 1774 vertaalde zij werk van Johann Kaspar Lavater. In hetzelfde jaar werd zij erelid van het Haagse dichtgenootschap Kunstliefde Spaart Geen Vlijt, waar bijvoorbeeld ook Anna Catharina Slicher (1739-1827) erelid van was. In Proeven van poëtische mengelstoffen van dat genootschap uit 1776 werden twee gedichten van haar opgenomen. In 1780 publiceerde ze Iets van M en een jaar later Eene handvol menschenvreugde.
Van Haeften overleed in 1793 op 42-jarige leeftijd. Haar adoptiefzoon liet later in de hervormde kerk van Barneveld een gedenkplaat voor haar plaatsen.